# Teodoro Wuchi
Teodoro Wuchi Chirito (Huaral, Perú; 10 de abril de 1949 - Distrito de San Luis, Lima, 2 de julio de 2023) fue un futbolista y entrenador de futbol peruano de origen chino.

## Biografía
Como jugador Wuchi se desempeñó como delantero y jugó profesionalmente en Defensor Arica, e Unión Huaral de su ciudad natal; y en el Defensor Lima. Con Defensor Lima tuvo la mejor etapa de su carrera, fue una de las figuras del equipo campeón del Fútbol Profesional Peruano en el año 1973. Además, fue campeón con Unión Huaral, equipo del cual se consideraba hincha, en el año 1976. Como entrenador, dirigió a Unión Huaral en 1984, y entre 1988 y 1990 estuvo al mando de la Academia Cantolao. También dirigió las divisiones de menores Universitario de Deportes y Olimpia de Paraguay, dos de los clubes más importantes de Sudamérica.
Falleció en 2023 en la sede deportiva del Club AELU mientras disputaba un partido de fútbol con su equipo CARPER, donde compartía camiseta con Héctor Chumpitaz.

## Trayectoria

### Inicios
Teodoro Wuchi Chirito, nació en la ciudad de Huaral, departamento del Perú. Fue criado en el barrio Unión al sur de la ciudad, y empezó a jugar fútbol en las divisiones inferiores de Unión Huaral, con el cual disputó la Liga regional.

### Carrera como futbolista
Luego de haber jugado por un tiempo en las divisiones inferiores, En 1967, jugó la etapa nacional de la Copa Perú con el club Oscar Berckemeyer, junto con Pedrito Ruiz. Al año siguiente, también jugó la etapa nacional de la Copa Perú, esta vez con el Aurora Chancayllo, club muy ligado a mi familia materna.
Con el Aurora Chancayllo clasificó en 1969 al hexagonal final de la Copa Perú, que se disputaba en Lima, pero no lo jugó porque fue contratado por el Defensor Arica, con el cual debutó en el futbol profesional de Primera División.
Para 1970, Wuchi pasó al Defensor Lima, en donde se reencontró con Pedrito Ruiz. Él contaba la anécdota que cuando Luis Banchero Rossi compró el club, les pagó al plantel, en una, los ocho meses que les debían de sueldo. Con este club fue campeón del Descentralizado de 1973 (que terminó en enero de 1974). Jugó la Copa Libertadores de 1974, quedando el Defensor primero en su grupo, clasificando al grupo de semifinales.
En 1975 fue contratado por el Unión Huaral, llevado por Juan Okumura, veterano dirigente del club a quien conocía desde chico por ser del mismo barrio. Fue llevado como refuerzo para la Copa Libertadores y en ese club se hizo de delantero, pues antes era volante. Con este club fue campeón del Descentralizado de 1976, ganándole la final con el Sport Boys en enero de 1977. Jugó en el Unión Huaral hasta 1983, cuando decide retirarse del fútbol con la edad de 34 años.

### Carrera como entrenador
Después de retirarse del fútbol profesional, Lolo Wuchi empezó su carrera como entrenador en Unión Huaral en el año 1984, con relativo éxito. Al mismo tiempo se desempeñó como profesor de educación física y director de menores en diversos colegios e instituciones (“Roosevelt”, “Liceo Naval”, “Inmaculada, entre otros). En el año 1988 se puso a las riendas en la Academia Cantolao. Ahí estuvo hasta el año 1989. En Cantolao dirigió a Luis Guadalupe y  Miguel Rebosio. "Cuto de niño era muy calladito y ahora lo veo que habla un montón", comentó durante una entrevista. Además, el huaralino fue técnico del La Peña Sporting en el año 2006, en el 2007 volvió a dirigir al equipo principal de Unión Huaral, también paso por el Deportivo AELU y Mineros de Guayana de Venezuela.
El año 1990, emigra a Paraguay y se encarga de las divisiones menores del Club “Olimpia”, uno de los más importantes de dicho país.

## Fallecimiento
El domingo 2 de julio de 2023, el huaralino Teodoro Wuchi falleció de una manera instantánea cuando se encontraba jugando fútbol en la ciudad de Lima. Dejó de existir a los minutos de haber iniciado el partido en el Club AELU con su equipo CARPER, donde compartía camiseta con Héctor Chumpitaz. Rápidamente fue trasladado hacia una clínica, pero lamentablemente solo certificaron su deceso. Hace poco fue entrevistado, dónde comentó que estuvo grave por el Covid pero logró superarlo.
Su velatorio se llevó a cabo en el local de la colonia china de Huaral, más conocido como el Tusán y sus restos fueron enterrados en el cementerio Chino.

## Clubes

### Como jugador
| Club              | País | Año         |
| ----------------- | ---- | ----------- |
| Óscar Berckemeyer | Perú | 1967        |
| Aurora Chancayllo | Perú | 1968        |
| Defensor Arica    | Perú | 1969        |
| Defensor Lima     | Perú | 1970 - 1974 |
| Unión Huaral      | Perú | 1975 - 1982 |

### Como entrenador
| Club               | País      | Año         |
| ------------------ | --------- | ----------- |
| Unión Huaral       | Perú      | 1984        |
| Mineros de Guayana | Venezuela | 1987        |
| Academia Cantolao  | Perú      | 1988 - 1989 |
| La Peña Sporting   | Perú      | 2006        |
| Unión Huaral       | Perú      | 2007 - 2008 |

### Como director de menores
| Club             | País     | Año         | Rol                          |
| ---------------- | -------- | ----------- | ---------------------------- |
| Olimpia          | Paraguay | 1990 - 1992 | Gerente y delegado deportivo |
| Deportivo Sipesa | Perú     | 1994        | Gerente y delegado deportivo |
| Universitario    | Perú     | 1995 - 1997 | Gerente y delegado deportivo |

## Palmarés

### Campeonatos nacionales
| Título           | Club          | País | Año  |
| ---------------- | ------------- | ---- | ---- |
| Primera División | Defensor Lima | Perú | 1973 |
| Primera División | Unión Huaral  | Perú | 1976 |

## Anécdota
En 1976, Unión Huaral disputaba con el Sport Boys la final por el Campeonato de Primera División Profesional. El Unión Huaral, iba ganando 2 – 0, en el segundo tiempo y, el incomparable, “Pedrito” Ruiz le hace una seña con la mano al entrenador Moisés Barack, pidiendo su cambio y, se “jala los ojos”, diciendo que “entre el “Chinito”. El entrenador, accedió a este pedido, ingresando Teodoro, con una
consigna específica, marcar al organizador de equipo de Sport Boys, que era Scolari. Siendo este jugador, anulado totalmente por Wuchi y, así, nuestro emblemático equipo, fue el Primer Equipo Provinciano, en ser Campeón de la Primera Profesional del futbol peruano.